# Valdir José de Castro
Dom Valdir José de Castro, SSP (Santa Bárbara do Oeste, 14 de fevereiro de 1961) é o bispo da Diocese de Campo Limpo; e ex-superior geral da Pia Sociedade de São Paulo. Anteriormente, fora superior provincial da província paulina Argentina-Chile-Peru, de 2006 a 2010, e da província do Brasil, de 2012 a 2015, quando foi eleito para o generalato da congregação.

## Biografia
Castro nasceu em Santa Bárbara do Oeste, na Região Metropolitana de Campinas, Estado de São Paulo, filho de Therezinha Zuccolo, de origem italiana, e de Francisco Pereira de Castro (in memoriam), português, os quais foram pais de mais três filhos.
Em 5 de fevereiro de 1979, entrou para o seminário da Congregação dos Padres e Irmãos Paulinos em São Paulo. A comunidade paulina de São Paulo foi a primeira fundada fora da Europa, em 1931. Castro emitiu seus primeiros votos em 11 de fevereiro de 1981 e fez sua profissão perpétua em 25 de outubro de 1987. Em 12 de dezembro, seguinte foi ordenado presbítero em sua cidade natal, por imposição das mãos de Dom Eduardo Koaik.
Foi mestre dos estudantes de Filosofia de 1988 a 1991, renunciando a esta função para fazer especialização em Espiritualidade na Pontifícia Universidade Gregoriana, em Roma, Itália. De volta ao Brasil, em 1994, tornou-se editor da área infantojuvenil da Paulus, editora mantida pela Pia Sociedade de São Paulo.
De 1995 a 2001, foi superior da comunidade paulina de Caxias do Sul, no Rio Grande do Sul e, no decorrer desse período, exerceu outras atividades concomitantemente: foi conselheiro provincial (1996-2000) e mestre dos noviços (1997-2000) e graduou-se em Jornalismo pela Universidade de Caxias do Sul (2000).
A partir de 2000, foi vigário provincial (até 2004) e diretor geral do Apostolado (até 2007). Em 2004, obteve mestrado em Comunicação e Mercado pela Faculdade Cásper Líbero, em São Paulo, e foi também membro do Comitê Técnico Internacional do Apostolado (2004-2007).
Em 2006, foi eleito superior provincial dos paulinos da Província Argentina-Chile-Peru e presidente do Centro Iberoamericano de Editores Paulinos (CIDEP), órgão que congrega os editores paulinos da América Latina e da Península Ibérica. No exercício desta função, por algumas vezes, encontrou-se com Dom Jorge Mário Bergoglio, SJ,  Papa Francisco, então cardeal-arcebispo de Buenos Aires.
De retorno ao Brasil, em 2011, foi nomeado vice-diretor da Faculdade Paulus de Tecnologia e Comunicação (FAPCOM). No dia 30 de julho de 2012, foi nomeado superior provincial da Província do Brasil. Em 2013, assumiu a direção da FAPCOM.
Em 4 de fevereiro de 2015, no décimo Capítulo Geral da Sociedade de São Paulo, Pe. Valdir foi eleito superior geral da congregação, tornando-se o sétimo sucessor do fundador Bem-Aventurado Tiago Alberione e o primeiro não italiano a assumir o cargo. Sucedeu ao Padre Silvio Sassi, morto em 14 de setembro de 2014. Em 15 de junho de junho de 2022 foi sucedido pelo Padre Domenico Soliman.
Atualmente, Castro concluiu seu doutorado em Comunicação e Semiótica da Pontifícia Universidade Católica de São Paulo.
Em 14 de setembro de 2022, foi eleito bispo da Diocese de Campo Limpo e será ordenado em 26 de novembro de 2022.
Em 29 de setembro de 2022, ele foi nomeado membro do Dicastério para a Comunicação.
Em 26 de novembro de 2022, na memória litúrgica do Bem-aventurado Tiago Alberione, foi ordenado bispo pelo Cardeal Dom Odilo Scherer na catedral de Campo Limpo.
Em 27 de abril de 2023, durante a 60° Assembleia Geral da CNBB, foi eleito Presidente da Comissão Episcopal para a Comunicação da CNBB, pelo quadriênio de 2023-2027.